# Ермолаева, Ульяна Владимировна
Ульяна Владимировна Ермолаева (род. 8 мая 1999 года, Калининград) — российская волейболистка, центральная блокирующая.

## Биография
Родилась 8 мая 1999 года в Калининграде. Начала заниматься волейболом в 6 лет. С 2006 по 2013 год обучалась в МБУ СШОР № 10 по волейболу г. Калининграда.
Выступала за молодёжные команды «Динамо Краснодар» (2013—2016) и «Протон» (2017—2019).
В 2015 и 2019 годах привлекалась в основные команды «Динамо Краснодар» и «Протона», однако на площадку не выходила. Дебютировала в Суперлиге 2 февраля 2020 года в матче против «Сахалина». Всего в сезоне 2019/2020 провела 2 игры, заработав 1 очко. В сезоне 2020/2021 провела 16 игр, в которых заработала 66 очков. В сезоне 2021/2022 провела 7 игр, в которых заработала 24 очка.
В середине 2022 года перешла в «Спарту». В 2025 заключила контракт с ВК «Омичка».